# Јован Лубардић
Јован Лубардић (Рогатица, 15. августа 1935) српски је приповједач, романсијер, драмски писац и преводилац. Вишеструки добитник награда за радио-драму, награде за позоришну драму, а роман „Пасија по Ивану” био је у ужем избору за годишњу награду издавачке куће „Веселин Маслеша“.

## Биографија
Јован Лубардић родио се у Рогатици 15. августа 1935. године. Основну школу похађао је Рогатици, Неготину, Књажевцу, Београду и Накову код Кикинде. Гимназију је завршио у Травнику а студиј југословенских књижевности и српскохрватског језика на филозофском факултету у Сарајеву.
Радио је као писар у Заводу за запошљавање, био професор у основној школи и гимназији, библиотекар, кустос Музеја књижевности у Сарајеву, управник основне школе за образовање одраслих „ђуро ђаковић”, директор Културно-информативног центра, лектор и предавач на Универзитету у Дижоне (1968-1973), уредник комплетног драмског програма Радио Сарајева, самостални уредник у редакцији III програма Радио Сарајева, те директор библиотеке „Хасан Кикић” у Сарајеву. Једно вријеме уређивао је часопис „Живот”.
Прву приповјетку „Брат” објавио је у часопису „Полет” 1953. године, а сарађивао је у „Телеграму”, „Ослобођењу”, „Борби”, „Политици”, „Књижевној речи”, „Ревији”, „Одјеку”, „Животу”, „Пољима”, и другим.
Заступљен је у антологијама, савремене, босанскохерцеговачке приповјетке („Послијератна приповјетка у БиХ,1945-1975 ”, „Живот 7-8 1971”, „Антологија босанскохерцеговачке приповјетке двадесетог стољећа”, Живот 7-8, 1980).
Превођен је на француски, словеначки, и македонски језик, а сам преводи са француског и руског.
„Прича за моју жену” награђен је III наградом на југословенском конкурсу за модерни роман 1965. године, а добио је I награду за радио драму „Зашто”, II и III награда за радио-драму „Црни ован с лудим вјетром на роговима”, „Онај с друге стране врата”, „А наш старац има све”, „Високо небо” и II награду ѕа позоришну драму „Јечам у страни” на конкурсу ФЕДРАС-а.
Роман „Пасије по Ивану” био је у ужем избору за годишњу награду издавачке куће „Веселин Маслеша” 1984.